# Édouard de Max

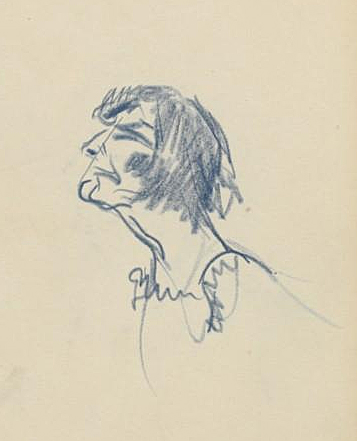
Édouard de Max

Édouard (Eduard) de Max, född 14 februari 1869 i Iași, död 28 oktober 1924 i Paris, var en rumänsk-fransk skådespelare.
Édouard de Max genomgick konservatoriet och var Gustave Worms lärjunge. Efter att 1891 ha lämnat läroanstalten med första pris både i tragedi och i komedi engagerades han omedelbart vid Odéon, spelade en tid hos Sarah Bernhardt och fästes sedan vid Comédie-Française. Hans originella talang och passionerade spelsätt gjorde honom till en förgrundsfigur. Bland hans roller märks Britannicus, Julius Cæsar, Nero, Antonius, Werther och Herodes (i "Salomo").

## Fotnoter
1. ↑  Internet Movie Database, läst: 25 juni 2019.[källa från Wikidata]
2. ↑  Internet Movie Database, IMDb-ID: nm0561489co0047972, läst: 26 november 2019.[källa från Wikidata]
3. ↑  läs online, gallica.bnf.fr .[källa från Wikidata]